# Microdrosophila laticlavia
Microdrosophila laticlavia är en tvåvingeart som beskrevs av Wheeler och Kambysellis 1966. Microdrosophila laticlavia ingår i släktet Microdrosophila och familjen daggflugor.
Artens utbredningsområde är Samoa. Inga underarter finns listade i Catalogue of Life.